# Águilas no cazan moscas
Águilas no cazan moscas és una pel·lícula colombiana dirigida per Sergio Cabrera. El refrany águilas no cazan moscas es refereix al fet que els homes grans no han d'ocupar-se d'assumptes petits, igual que les àguiles, grans, no cacen mosques, petites.

## Argument
Vladimir Oquendo, expulsat de l'Acadèmia Militar per defensar el seu honor, sospita que el seu pare no és el seu veritable pare. Aleshores viatja al poble de la seva família a la recerca de la veritat. Tothom li dona explicacions diferents però tots tenen un tret en comú.

## Reconeixements
Va guanyar el premi especial del jurat en reconeixement del cinema llatinoamericà del Festival de Sundance de l'any 1995, a més del premi de la Unesco al Festival de Venècia, el Colón d'Or del Público al Millor Llargmetratge al Festival de Huelva i el Gran premi del públic del Festival de Cinema Llatinoamericà de Biarritz, tots ells el 1994.

## Repartiment
- Frank Ramírez com el profesor Albarracín.
- Humberto Dorado com el carnicero Oquendo.
- Florina Lemaitre com Miriam de Oquendo.
- Ángelo Javier Lozano com Vladimir Oquendo.
- Fausto Cabrera com el padre Troncoso.
- Vicky Hernández com Encarnación.
- Luis Fernando Múnera com Gustavo Calle.
- Martha Osorio com La Hermana Margarita
- Kepa Amuchastegui